# 巴雷图斯
巴雷图斯是巴西圣保罗州的一个市镇。总面积1563.611平方公里，总人口107988人，人口密度69.1人/平方公里。